# Людвігслюст-Пархім
Людвігслюст-Пархім (нім. Ludwigslust-Parchim) — район у Німеччині, у складі федеральної землі Мекленбург-Передня Померанія. Адміністративний центр — місто Пархім.

## Населення
Населення району становить 211 844 осіб (станом на 31 грудня 2020).

## Адміністративний поділ
Район складається з п'яти самостійних міст, а також 142 міст і громад (нім. Gemeinden), об'єднаних в 15 об'єднань громад (нім. Ämter).
Дані про населення наведені станом на 31 грудня 2020. Зірочками (*) позначені центри об'єднань громад.
Самостійні міста:
1. Бойценбург (місто) * (10722)
2. Гагенов (місто) * (12245)
3. Любтен (місто) (4643)
4. Людвігслюст (місто) * (11959)
5. Пархім (місто) * (17622)

Об'єднання громад:
| - 1. Бойценбург-Ланд (7213) [Центр: Бойценбург] 1. Безіц (450) 2. Бенгерсторф (540) 3. Бральсторф (715) 4. Грессе (706) 5. Грефен (721) 6. Дерзенов (465) 7. Ной-Гюльце (769) 8. Носторф (672) 9. Тельдау (1029) 10. Тессін-бай-Бойценбург (409) 11. Швангайде (737) - 2. Кріфіц (25042) 1. Банцков (2795) 2. Барнін (469) 3. Бюлов (336) 4. Гнефен (376) 5. Демен (839) 6. Добін-ам-Зее (1974) 7. Зуков (1531) 8. Камбс (621) 9. Кріфіц (місто) * (4780) 10. Ланген-Брюц (476) 11. Лецен (2207) 12. Піннов (2028) 13. Плате (3324) 14. Рабен-Штайнфельд (1055) 15. Трамм (905) 16. Фрідріхсруе (882) 17. Цапель (444) - 3. Деміц-Малліс (8442) 1. Гребс-Ніндорф (536) 2. Деміц (місто) * (2990) 3. Каренц (225) 4. Малліс (1072) 5. Мальк-Герен (402) 6. Ной-Каліс (1955) 7. Філанк (1262) - 4. Ельденбург-Любц (12157) 1. Вердер (340) 2. Галлін-Куппентін (467) 3. Гельсбах (522) 4. Гішов (Невірний параметр metadata 13076043) 5. Гранцин (390) 6. Зіггельков (844) 7. Зуков (Невірний параметр metadata 13076132) 8. Краєн (375) 9. Крітцов (464) 10. Любц (місто) * (6204) 11. Марніц (Невірний параметр metadata 13076095) 12. Пассов (688) 13. Тессенов (Невірний параметр metadata 13076137) - 5. Гольдберг-Мільденіц (6482) 1. Гольдберг (місто) * (3392) 2. Доббертін (1106) 3. Местлін (755) 4. Ной-Позерін (502) 5. Техентін (727) | - 6. Грабов (10744) 1. Балов (320) 2. Брунов (292) 3. Горлозен (451) 4. Грабов (місто) * (5559) 5. Дамбек (284) 6. Ельдена (1136) 7. Карштедт (603) 8. Креммін (234) 9. Мілов (359) 10. Мелленбек (171) 11. Мухов (277) 12. Прісліх (694) 13. Цирцов (364) - 7. Гагенов-Ланд (8552) [Центр: Гагенов] 1. Альт-Цахун (369) 2. Банденіц (483) 3. Бельш (227) 4. Бобцин (262) 5. Брезегард-бай-Піхер (292) 6. Варліц (455) 7. Гаммелін (477) 8. Горт (576) 9. Грос-Крамс (170) 10. Гюльзебург (161) 11. Зетцин (Невірний параметр metadata 13076123) 12. Кірх-Єзар (637) 13. Кусторф (733) 14. Мораас (483) 15. Петов-Штеген (405) 16. Піхер (642) 17. Прітцир (400) 18. Редефін (535) 19. Тоддін (Невірний параметр metadata 13076139) 20. Штрокірхен (321) - 8. Людвігслуст-Ланд (8386) [Центр: Людвігслуст] 1. Альт-Кренцлін (749) 2. Брезегард-бай-Ельдена (199) 3. Варлов (506) 4. Веббелін (907) 5. Гелен (564) 6. Грос-Лааш (957) 7. Зюльсторф (827) 8. Лойссов (Невірний параметр metadata 13076084) 9. Любессе (699) 10. Люблов (565) 11. Растов (1946) 12. Юліц (467) - 9. Нойштадт-Глеве (7939) 1. Бліфенсторф (432) 2. Бренц (510) 3. Нойштадт-Глеве (місто) * (6997) | - 10. Пархімер-Умланд (8196) [Центр: Пархім] 1. Грос-Годемс (394) 2. Домзюль (1358) 3. Карренцин (559) 4. Левіцранд (1357) 5. Обере-Варнов (800) 6. Ром (792) 7. Цельков (742) 8. Ціґендорф (632) 9. Шпорніц (1217) 10. Штольпе (345) - 11. Плау-ам-Зе (8087) 1. Баркгаген (613) 2. Ганцлін (1419) 3. Плау-ам-Зее (місто) * (6055) - 12. Штернбергер-Зенландшафт (12176) 1. Бланкенберг (382) 2. Борков (426) 3. Брюель (місто) (2587) 4. Вайтендорф (377) 5. Вітцин (452) 6. Гоен-Пріц (357) 7. Дабель (1371) 8. Клостер-Темпцин (546) 9. Кобров (409) 10. Кулен-Вендорф (803) 11. Мустін (346) 12. Штернберг (місто) * (4120) - 13. Штралендорф (11751) 1. Варзов (676) 2. Віттенферден (2511) 3. Гольтузен (938) 4. Дюммер (1523) 5. Кляйн-Роган (1336) 6. Пампов (3011) 7. Цюлов (146) 8. Шоссін (253) 9. Штралендорф * (1357) - 14. Віттенбург (9209) 1. Віттенбург (місто) * (6303) 2. Віттендерп (2906) - 15. Царрентін (10277) 1. Галлін (582) 2. Когель (659) 3. Люттов-Фаллун (911) 4. Феллан (2756) 5. Царрентін-ам-Шаальзе (місто) * (5369) |